# WTA Poland Open
El torneig de Varsòvia, conegut oficialment com BNP Paribas Poland Open i oficialment WTA Poland Open, és un torneig de tennis professional que es disputa anualment sobre terra batuda a Polònia. Pertany als WTA 250 del circuit WTA femení. La primera edició es va celebrar a Gdynia i la resta d'edicions a Varsòvia.

## Palmarès

### Individual femení
| Localització | Any             | Campiona        | Finalista       | Resultat |
| Varsòvia     |                 |                 |                 |          |
| ------------ | --------------- | --------------- | --------------- | -------- |
| Varsòvia     | 2023            | Iga Świątek     | Laura Siegemund | 6−0, 6−1 |
| Varsòvia     | 2022            | Caroline Garcia | Ana Bogdan      | 6−4, 6−1 |
| Gdynia       |                 |                 |                 |          |
| 2021         | Marina Zanevska | Kristína Kučová | 6−4, 7−6(4)     |          |

### Dobles femenins
| Localització | Any                            | Campiona                            | Finalista                          | Resultat         |
| Varsòvia     |                                |                                     |                                    |                  |
| ------------ | ------------------------------ | ----------------------------------- | ---------------------------------- | ---------------- |
| Varsòvia     | 2023                           | Heather Watson Yanina Wickmayer     | Weronika Falkowska Katarzyna Piter | 6−4, 6−4         |
| Varsòvia     | 2022                           | Anna Danilina Anna-Lena Friedsam    | Katarzyna Kawa Alicja Rosolska     | 6−4, 5−7, [10−5] |
| Gdynia       |                                |                                     |                                    |                  |
| 2021         | Anna Danilina Lidziya Marozava | Katerina Bondarenko Katarzyna Piter | 6−3, 6−2                           |                  |